# 深川西本線料金所
深川西本線料金所（ふかがわにしほんせんりょうきんじょ）は、北海道深川市にある深川留萌自動車道の本線料金所。

## 概要
深川留萌道は、道央自動車道（道央道）と接続する深川ジャンクション (JCT) から深川西インターチェンジ (IC) までは東日本高速道路（NEXCO 東日本）の管轄区間（有料）、深川西IC以西は国土交通省北海道開発局の管轄区間（無料）である。深川JCT方面から走行してきた場合、当料金所で深川西ICまでの通行料もまとめて支払う。留萌方面から走行してきた場合は、当料金所で通行券授受またはETC流入情報入力を行い、流出するICでまとめて通行料を支払う。
当料金所の供用開始時は道央道と深川留萌道の通行料金を別々に収受していたため、深川西ICから道央道方面へ走行する場合には深川留萌道の料金を精算してから道央道の通行券を発券していた。これを簡素化するため、2008年（平成20年）に当料金所に自動発券機が設置され、現在の料金精算方式に変更された。

## 歴史
- 1998年（平成10年）4月11日：深川JCT - 深川西IC間（深川沼田道路）の開通に伴い供用開始[3]。
- 2008年（平成20年）10月26日：本線料金所入口の自動化を開始[2]。

## 料金所施設
札幌・旭川（道央道）方面
- ブース数：2
  - ETC専用：1
  - 一般：1

留萌（深川留萌道）方面
- ブース数：2
  - ETC専用：1
  - 一般：1

## 隣
E62 深川留萌自動車道（深川沼田道路）
(42) 深川JCT - 深川西TB - (1) 深川西IC